# Bitwa o Zindżibar
Bitwa o Zindżibar − starcie zbrojne między islamskimi rebeliantami z Ansar asz-Szari’a, a siłami rządowymi podczas jemeńskiej rewolucji. Rebelianci powiązani z Al-Ka’idą Półwyspu Arabskiego byli w stanie wojny z rządem centralnym i wykorzystując sytuację w kraju przypuścili 27 maja 2011 szturm na miasto zdobywając je. Po zdobyciu miasta islamiści ustanowili ogłoszenie islamskiego Emiratu Abjan, gdyż tej prowincji stolicą jest Zindżibar. Następnie armia próbowała je odbić, co udało się dopiero po roku walk.

## Bitwa

### Szturm islamistów na miasto i próby odbicia przez rząd centralny
Armia 300 islamistów Ansar asz-Szari’a podjęła 27 maja 2011 szturm na nadmorskie miasto Zindżibar – stolicę prowincji Abjan, która de facto była kontrolowana przez islamskich radykałów powiązanych z Al-Ka’idą. Po jednym dniu walk, rebelianci przejęli kontrolę nad miastem. W bitwie zginęło pięciu policjantów i cywil.
Armia podjęła wysiłki odbicia miasta Zindżibar. Podczas walk zginęło 21 żołnierzy, pięciu rebeliantów i ośmiu cywili. Rebelianci przejęli sześć czołgów i kilka pojazdów opancerzonych. 29 maja miasto było nadal pod kontrolą islamistów. Dnia następnego jemeńskie lotnictwo zbombardowało miasto, do akcji włączyła się artyleria. 31 maja nadal toczyły się ciężkie walki artyleryjskie. Wojsko próbowało przedostać się do centrum miasta, jednak było skutecznie powstrzymywane przez rebeliantów na obrzeżach. Tego dnia przynajmniej jeden z bojowników został zabity przez artylerię. 15 żołnierzy zostało zabitych w czasie walk w nocy. Pięciu z nich zostało zabitych, a 23 innych zostało rannych w wyniku eksplozji samochodu-pułapki wymierzonej w konwój wojskowy. Dwóch innych zostało zabitych w ataku rakietowego w pobliżu koszar, a sześciu zabito w czasie wymiany ognia i podczas podpalenia 10 pojazdów wojskowych. Co najmniej dwóch bojowników zginęło w czasie walk na przedmieściach.
7 czerwca armia dokonała kolejnego szturmu na Zindżibar. Zabito 30 islamistów, 15 żołnierzy, dwóch cywilów, ale miasta nie odbito.
11 czerwca wznowiono ciężkie walki. W ataku bojowników na obóz wojsk pancernych zginęło 18 islamistów i dziewięciu żołnierzy. Miasto nadal pozostało bastionem bojowników Al-Ka’idy.
W nocy z 19 na 20 czerwca doszło do walk na przedmieściach Zindżibaru. Rebelianci zabili sześciu żołnierzy. Podczas starć interweniowało lotnictwo. 29 czerwca do ciężkich walk doszło pod Zindżibarem. Walki toczyły się o kontrolę nad stadionem, które wygrali bojownicy. W bitwie poległo ponad 26 jemeńskich żołnierzy i 17 islamistów z Al-Ka’idy.

### Ofensywa sił rządowych
16 lipca wojska jemeńskie przystąpiły do ofensywy przeciwko bojówkom Al-Ka’idy w prowincji Abjan. W teren walk wysłano czołgi, wyrzutnie rakiet i 500 żołnierzy. Pomocy udzieliły również klany plemienne, które wysłały do Zindżibaru ok. 450 mężczyzn. Celem ofensywy było wyzwolenie miasta oraz uwolnienie 25. brygady wojsk jemeńskich, od ponad miesiąca oblężonej koło miasta. W walkach zginęło 10 rebeliantów i czterech żołnierzy.
19 lipca zabito domniemanego lidera Al-Ka’idy w prowincji Abjan - Hassana Basanbola. Zabito też dowódców wojskowych - Awada Muhammada Saliha asz-Szabwaniego oraz Ajada asz-Szabwaniego. Plemienni bojownicy prorzadowi zdobyli kontrolę nad miastami Shuqrah i Wade, gdzie nie napotkano oporu. Islamiści nadal kontrolowali Lawdar, Jaʿār oraz Zindżibar.
22 lipca przewagę w walkach o Zindżibar przejęło wojsko. Armia weszła na stadion miejski, ważny punkt strategiczny. Liczba zabitych wojskowych podczas ofensywy wyniosła 10.
W nocy z 25 na 26 lipca jemeńscy żołnierze zabili 10 partyzantów Al-Ka’idy. Bojownicy zaatakowali obóz wojskowy na przedmieściach kontrolowanego przez islamistów Zindżibaru, na południu kraju. 30 lipca, 42 prorządowych bojowników zostało zabitych w tzw. incydencie „friendly fire:. Plemienni milicjanci zginęli podczas omyłkowego uderzenia z powietrza. Podczas dwóch ostatnich dni lipca zginęło w walkach lądowych 28 żołnierzy jemeńskich.
6 września doszło do walk na zachodnich przedmieściach Zindżibaru. W potyczce poległo trzynastu bojowników i sześciu żołnierzy. Do walk doszło po tym jak rebelianci zostali wypchnięci z regionu al-Kowd do Zindżibaru, który został oblężony przez armię.

### Oblężenie miasta
W nocy z 26 na 27 października w ostrzale moździerzowym bazy rebeliantów w Zindżibarze zginęło 3 terrorystów. Trzech kolejnych straciło życie w czasie potyczki pod Szukrą.
W dniach 4-6 listopada 25. Brygada Zmechanizowana dokonała ostrzału obleganego Zindżibaru. Zginęło 11 rebeliantów oraz jeden żołnierz. 10 listopada w wybuchu bomby pod Zindżibarem poległo dwóch żołnierzy.
13 listopada zmagała się także z rebeliantami Al-Ka’idy pod Zindżibarem, zabijając ośmiu z nich. Tego dnia rebelianci wypuścili przetrzymywanych w prowincji Hadramawt od 28 maja troje francuskich pracowników humanitarnych. 15 listopada w ostrzale armii w Zindżibarze zginął jeden z dowódców rebeliantów, z pochodzenia Marokańczyk. Ponadto żołnierze w strefie walk znaleźli ciało pakistańskiego lekarza i Jemeńczyka, zamordowanych przez terrorystów. 16 listopada w walkach w Zindżibarze poległo kolejnych siedmiu terrorystów. Wśród zabitych był obywatel Iranu, Pakistanu oraz dwóch Somalijczyków.
21 listopada w prowincji Abjan siły bezpieczeństwa, starły się z terrorystami, zabijając sześciu członków Al-Ka’idy. Ponadto w czasie ostrzału Zindżibaru poległo 11 kolejnych rebeliantów Ansar asz-Szari’a. 24 listopada w dalszym ostrzale dzielnic Zindżibaru zginęło 13 rebeliantów. Wśród zabitych był ekstremista z Arabii Saudyjskiej, Egiptu oraz Bahrajnu. 26 listopada bojówki prorządowe wzięły w zasadzkę rebeliantów Al-Ka’idy Półwyspu Arabskiego między Dża’arem i Zindżibarem. Zginęło czterech terrorystów w tym Irakijczyk. 28 listopada armia kontynuowała ostrzał Zindżibaru. Zginęło 12 rebeliantów. Wśród zabitych było obywatel Mauretanii, Algierii, Arabii Saudyjskiej oraz dwóch Somalijczyków. Straty wśród ekstremistów, świadczyły, iż Al-Kaida w południowym Jemenie założyła swoją międzynarodową bazę. 29 listopada w walkach zabito czterech terrorystów (Jemeńczyka, Saudyjczyka, Nigeryjczyka i Irakijczyka). Straty wśród ekstremistów, świadczyły, iż Al-Kaida w południowym Jemenie założyła swoją międzynarodową bazę.
4 grudnia w nowej serii walk w Zindżibarze zginęło pięciu żołnierzy oraz 12 terrorystów. Dzień później zginęło czterech rebeliantów. Do walk przyłączyły się milicje prorządowe. 8 grudnia w bitwie śmierć poniosło kolejnych dziewięciu rebeliantów i jeden żołnierz. 9 grudnia zginęło 11 rebeliantów oraz dwóch żołnierzy, a 36 odniosło obrażenia w arenie walk. 12 grudnia w zasadzce pod Zindżibarem zginęło trzej żołnierzy, a 11 odniosło obrażenia.
15 grudnia doszło do ciężkich walk między miastami Zindżibar i Kod. Wojska lądowe wezwały na pomoc siły wsparcia powietrznego. Starcia kontynuowano tam w dniach 17-18 grudnia. W kolejnych dniach walki rozprzestrzeniły się na miasta Hassan oraz Bajdar.
26 grudnia na przedmieściach miastach doszło do kolejnych walk. Zginęło pięciu żołnierzy oraz czterech terrorystów. W dniach 31 grudnia 2011 - 3 stycznia 2012 w Zindżibarze w zginęło siedmiu rebeliantów oraz dwóch żołnierzy. W dniach 6-10 stycznia w bitwie zginęło łącznie 14 bojowników i ośmiu żołnierzy.
Walki na nowo wybuchły 25 stycznia 2012. Zginęło sześciu rebeliantów, a dziesięciu żołnierzy odniosło obrażenia.
4 marca w wybuchu dwóch samochodów-pułapek zginęło sześciu żołnierzy. Następnie doszło do gwałtownych walk pod Dofas, w których śmierć poniosło ponad 200 osób - 187 żołnierzy i 32 rebeliantów. Po obu stronach było bardzo wielu rannych. Ponadto w ataku na wojskowe bazy pod miastem Zindżibar pojmanych zostało 55 żołnierzy.
Ofensywa jemeńskiej armii w celu odbicia miasta rozpoczęła się w połowie maja 2012. 26 maja 2012 armia przejęła kluczowe punkty w obrzeżnych dzielnicach Marakid i Mashkasa. 3 czerwca 2012 siły rządowe zabezpieczyły przedpola miasta i walki przeniosły się do centrum. W tym samym czasie armia nacierała na miasto Dża’ar. 12 czerwca 2012 po ciężkich bombardowaniach z powietrza siły bezpieczeństwa wraz z milicjami plemiennymi odbiły z rąk terrorystów miasta Zindżibar i Dża’ar. 200-300 islamskich fundamentalistów z oddziałów milicji Ansar asz-Szari’a opuściło miasta. Ponadto jemeńska marynarka wojenna zatopiła 10 łodzi, którymi rebelianci chcieli uciec do Szukry.